# Outrider Nunatak
Der Outrider Nunatak (englisch für Vorreiter-Nunatak) ist ein markanter und 1250 m hoher Nunatak an der Oates-Küste des ostantarktischen Viktorialands. Er ragt im nordzentralen Teil der Archangelski-Nunatakker auf.
Luftaufnahmen entstanden am 4. Januar 1947 bei der US-amerikanischen Operation Highjump. Eine Mannschaft des United States Geological Survey erreichte ihn im Zuge der Topo-West-Traverse zwischen 1962 und 1963. Teilnehmer einer von 1963 bis 1964 durchgeführten Kampagne im Rahmen der New Zealand Geological Survey Antarctic Expedition benannten ihn nach seiner Lage innerhalb der Archangelski-Nunatakker.